# The Crow: Salvation
The Crow: Salvation är en amerikansk superhjältefilm från 2000 i regi av Bharat Nalluri, samt en uppföljare till filmen The Crow: City of Angels från 1996. Filmen, som är den tredje filmen i The Crow-serien (baserad på James O'Barrs serietidning The Crow), hade biopremiär i Spokane, Washington den 15 september 2000, för att sedan släppas direkt till video i övriga USA den 20 mars 2000. Filmens två huvudroller spelas av Kirsten Dunst och Eric Mabius.
Filmen släpptes på DVD i Sverige av Nordisk Film den 11 april 2001. Uppföljaren, The Crow: Wicked Prayer, hade premiär år 2005.

## Handling
Filmens handling kretsar denna gång kring Salt Lake City-bon Alex Corvis, som en dag blir dömd till döden, detta efter att ha blivit oskyldigt dömd för mordet på sin flickvän Lauren Randall. Alex återuppstår sedan från sin död, genom att en mystisk kråkbeskyddare dyker upp och ger honom övernaturliga krafter. Under sin nya superhjältetitel "The Crow", bestämmer han sig för att, med hjälp av Laurens syster Erin, ta hämnd på flickvännens mördare, så att han kan ställa dem inför rätta och få dem avrättade.

## Rollista (i urval)
- Eric Mabius – Alexander Frederick "Alex" Corvis
- Kirsten Dunst – Erin Randall
- William Atherton – Nathan Randall
- Grant Shaud – Peter Walsh
- Jodi Lyn O'Keefe – Lauren Randall
- David H. Stevens – Thomas Leonard
- Dale Midkiff – Vincent Erlich
- Bill Mondy – Phillip Dutton
- Walton Goggins – Stanley Roberts
- Tim DeKay – Martin Toomey
- Kylee Cochran – Tracy
- Fred Ward – kapten John L. Book